# خانيوتيس
كانيوتيس (Χανιώτης) هي مدينة في هالكيديكي في مقاطعة فوريا إلادا في اليونان.